# Cupido (Roman)
Cupido (Originaltitel: Retribution) ist der Titel des ersten Romans der US-amerikanischen Autorin Jilliane Hoffman aus dem Jahr 2003 und ist dem Genre Kriminalroman/Thriller zuzuordnen.

## Handlung
Im Mittelpunkt des Romans steht die Staatsanwältin C.J. Townsend aus Miami, die die Anklage gegen einen mutmaßlichen Serienkiller (genannt „Cupido“) vertritt. Sie erfährt, dass der auf der Anklagebank sitzende William Rupert Bantling der Mann ist, der vor 12 Jahren in ihre Wohnung eindrang und sie gefoltert und vergewaltigt hat – ein Erlebnis, das sie nur knapp überlebte und das bei ihr ein schweres seelisches Trauma zurückließ.
Nun steht sie vor einem Gewissenskonflikt: Eigentlich wäre sie verpflichtet, den Fall abzugeben, andererseits hat sie nun die Möglichkeit, sich an ihrem Vergewaltiger zu rächen. Ohne es zu wissen, befindet sich Townsend jedoch selbst in Lebensgefahr.
Townsend nimmt die Ermittlungen auf und hofft, sich endlich an Bantling rächen zu können.
Es stellt sich heraus, dass nicht Bantling „Cupido“ ist, sondern ihr langjähriger gemeinsamer Psychiater Gregory Chambers, trotzdem wird Bantling zum Tod durch die Giftspritze verurteilt.

### Inhaltsangabe
Im Juni des Jahres 1988 hat die attraktive Jurastudentin Chloe in New York City ein Date mit Michael, ihrem Freund, und erhofft sich, dass er an diesem heißen Sommerabend, der auch gleichzeitig ihr Jahrestag ist, nach einer emotionalen Krise endlich ihre Verlobung bekanntgeben wird. Was sie nicht weiß ist, dass ein mit einer Clownsmaske maskierter Sexualtäter im Immergrünstrauch vor ihrem Appartement lauert. Als sie von dem Rendez-Vous, welches nicht den erwarteten Ausgang erbracht hatte, zurückkehrt, steigt der Clown in ihre Wohnung ein, bringt sie in seine Gewalt, misshandelt sie schwer und vergewaltigt sie die ganze Gewitternacht hindurch bis in den nächsten Morgen hinein.
Am nächsten Morgen wird sie von ihrer Freundin Marie Catherine entdeckt, mit der sie zum Aerobic verabredet war. Sie findet die schwerverletzte Chloe und bringt sie ins Jamaica Hospital des Stadtteils Queens. In der dortigen Unfallmedizin kann ihr Leben gerettet werden. Der Täter hat ihr innere Verletzungen zugefügt (“Mann, dieser Psycho hat sich wirklich in ihr ausgetobt”), sie trägt Stichwunden, Schnittverletzungen am Brustkorb (der Täter hatte versucht, sie aufzuschlitzen und auszuweiden) und hat starke innere Blutungen. Unter anderem muss ihre Gebärmutter entfernt werden. Da sie Opfer eines Sexualverbrechens geworden ist, wird sie von Detective Amy Harrison befragt. Die Fahndung nach dem Täter verläuft jedoch ins Leere. Die körperlichen Wunden verheilen, doch die seelischen bleiben. Chloe nimmt die Hilfe ihrer Eltern in Anspruch und zieht in eine neue Wohnung, die im 18. Stockwerk der Rocky Hill Road liegt. Die Tat hat sie schwer traumatisiert und ihr komplettes Leben verändert. Examen, Job und Verlobung spielen jetzt keine Rolle mehr. Michael trennt sich kurz nach der Vergewaltigung von Chloe und hat eine neue Beziehung mit seiner Sekretärin. Chloe ist überängstlich geworden, hat schwere Schlafstörungen bekommen und leidet immer noch sehr unter den Folgen der Tat.
Dann macht die Geschichte einen Zeitsprung und setzt im September des Jahres 2000 ein. Miami wird von einer Serie brutaler Morde an jungen Frauen erschüttert. Die Miami State Police hat eine Sonderkommission gebildet, die sich mit der Aufklärung der Taten an elf Opfern beschäftigt. An der sogenannten “Wall” sind Vorher-/Nachher-Fotos der Opfer, die allesamt blond sind, befestigt, um anhand der bestialischen Taten ein bestimmtes Muster ableiten zu können. Die Leichen der Mädchen wurden an unterschiedlichen Orte, wie einer Zuckerfabrik in den Everglades, einem verlassenen Raketensilo der US-Navy oder einem leerstehenden “Crack-Haus” in Liberty City, gefunden. Die jungen und auffällig hübschen Mädchen wie Marilyn Sibas (19), Andrea Galagher (23), Hannah Cordova (22), Krystal Prince (18) und andere, waren zum großen Teil Models, die nachts häufig die Partyszene von Miami South Beach aufsuchten und vermutlich auch dort ihrem Mörder begegnet sind. Die Autopsien der Leichen gestaltet sich schwierig, da im heiß-feuchten Florida die Verwesung schnell voranschreitet.
Bei einer zufälligen Polizeikontrolle wird ein gewisser William Bantling gefasst, der im Kofferraum seines Luxuswagens Jaguar die verstümmelte Leiche von Ana Prado versteckt hat. Die Polizei ist sich sicher, dass es sich bei Bantling um den lang gesuchten “Cupido” handeln muss. Die Ergreifung des mutmaßlichen Serienmörders löst einen großen Medienrummel aus. Auch die Staatsanwältin C.J. Townsend wird von ihrer Sekretärin Marisol über diese Neuigkeiten informiert.
C.J. Townsend ist Chloe Larson, die nach ihrem Umzug von New York nach Miami eine neue Identität angenommen hat, um mit ihrem alten Leben und den schlimmen Erinnerungen abzuschließen. Townsend gehört zu den zehn besten Staatsanwälten des Bundesstaates Florida und hat eine Verurteilungsquote von 100 % aufzuweisen. Richter Irving Kratz ordnet nach einer Anhörung Untersuchungshaft für Bantling an und lehnt die von seiner Strafverteidigerin Lourdes Rubio geforderte Freilassung auf Kaution strikt ab, da die Indizien eindeutig dafür sprechen, Ana Prado ermordet zu haben. Der mutmaßliche Täter, der immer davon ausging, dass niemand ihm etwas anhaben könnte, verliert auf einmal die Nerven, kämpft dagegen an, ins Gefängnis zu müssen und es kommt im Gerichtssaal zu einem Eklat. C.J. Townsend erkennt an der sichelförmigen Narbe, die der Beschuldigte an seinem Handgelenk trägt, ihren damaligen Peiniger wieder und verlässt fluchtartig die Anhörung. Sie kann sich erst wieder sicher fühlen, als sie erfährt, dass sich Bantling in Hochsicherheitsgewahrsam befindet. Sie beginnt in seiner Vergangenheit Nachforschungen anzustellen und erfährt in einem Telefonat von der New Yorker Polizei, dass die an ihr begangene Vergewaltigung nach fünf Jahren verjährt ist.
Der Miami Herald hat bereits seine Schlagzeile: “Verstümmelte Leiche des zehnten Opfers im Kofferraum!” und auch das FBI unter der Leitung des unbeliebten Special Agent Mark Gracker beginnt mit den Ermittlungen, was zu einem Kompetenzgerangel mit den lokalen Behörden führt. Bantlings luxuriöses Haus in der La Gorce Avenue in Midbeach wird daraufhin von der Spurensicherung durchsucht. Die Räume werden mit Luminol behandelt, um Blutspuren nachzuweisen. Sie finden das Medikament Haloperidol (Haldol), welches bei Wahnzuständen verschrieben wird und mehrere Homevideos mit gewaltpornographischen Szenen, bei denen nicht eindeutig nachgewiesen kann, dass es sich um den mutmaßlichen Täter Bantling handelt, welcher Frauen vor laufender Kamera quält. Schließlich wird eine Metallpritsche gefunden, auf der vermutlich Ana Prado zu Tode gefoltert wurde.
C.J. Townsend empfindet große Gewissensbisse, da sie zwar perfekt in den Fall eingearbeitet ist, sie allerdings aufgrund der eigenen Erfahrung als befangen anzusehen ist und der Fall ihr aus rechtlichen Gründen entzogen werden müsste. Es quält sie, dass der Serienmörder für das, was er ihr angetan hat, nicht mehr belangt werden kann und sie möchte ihn unbedingt auf dem Elektrischen Stuhl sehen. Die Staatsanwältin ist besessen davon, Bantling endlich seiner gerechten Strafe zuzuführen und hat 21 Tage Zeit, um Anklage gegen ihn zu erheben. Der Einzige, der von ihrer Vergewaltigung weiß, ist der Psychiater Dr. Chambers, dem sie sich anvertraut hat. Sie erzählt ihm von ihrem Gewissenskonflikt und eröffnet ihm, dass sie endlich wieder die Kontrolle über ihr Leben zurückgewinnen will.
Später im Gerichtsmedizinischen Institut wird nachgewiesen, dass Nicolette Torrance und Ana Prado an ihren Armen Einstiche von Injektionen aufweisen und außerdem hohe Konzentrationen von Haloperidol in ihrem Blut haben. Dies wurde ihnen als starkes Narkotikum verabreicht, um sie verschleppen zu können. Anhand der Leichenflecken kann eindeutig festgestellt werden, dass Ana Prado liegend auf der Metallpritsche starb. Außerdem hat der Täter ihnen Mivacuriumchlorid verabreicht, welches als Muskelrelaxans wirkt. Die Opfer sollten regungslos sein aber bei vollem Bewusstsein mitbekommen, wie sie ausgeweidet werden. Außerdem wurden ihnen die Augenlider fixiert, so dass sie diese nicht mehr schließen konnte. Diese Erkenntnis schockiert die Ermittler und es kommt die Befürchtung auf, bei all der Grausamkeit, die der Täter den Frauen angetan hatte, könne die Verteidigung auf Unzurechnungsfähigkeit plädieren. Mit dem Hintergrund, dass Bantling schon nach wenigen Jahren in der Psychiatrie wieder entlassen wird.
Townsend findet heraus, dass Bantling von April 1987 bis April 1989 in Flushing, nur wenige Kilometer von ihrem damaligen Apparment und ihrem Aerobic-Studio, lebte. Es kommt heraus, dass er ihre, sowie auch die seiner anderen Opfer, Lebensgewohnheit mit großer Akribie studiert haben muss. Ihr fällt auf, dass es für ein Jahrzehnt lang keine neue Fälle mehr gegeben hatte und sie fragte sich, wie lange er seinen kranken Trieb für eine so lange Zeit wohl unterdrückt haben muss. Es ist bekannt, dass gewalttätige Sexualtäter ihre Zwangsvorstellungen und die daraus resultierenden Taten immer weiter eskalieren, die Hemmschwelle immer weiter sinkt und damit die Gewaltspirale sukzessiv nach oben schrauben und von sich aus nicht mit dem Quälen und Morden aufhören, es sei denn, sie werden durch Gefängnis oder Tod gestoppt.
„Alles passiert nur in seinem Kopf, wo keiner sieht, wie die hässlichen, zersetzenden Gedanken kochen und blubbern, bis sie schließlich überlaufen wie Lava, und alles auf ihrem Weg verzehren.“
C.J. Townsend begreift, dass sie in ihrem damaligen Leben als Chloe Larson kein Zufallsopfer war, sondern von Bantling mit Bedacht auserwählt wurde. Aus polizeilicher Sicht ist der Möbeleinkäufer ein Musterknabe, der sich nie etwas hat zuschulden kommen lassen.
Es lässt sich feststellen, dass Bantling in New York City, Los Angeles, San Diego und schließlich in Miamin lebte, wo die Cupido-Mordserie im April 1999 begann. Townsend sucht im Internet nach der Kombination „Frau, … vergewaltigt, … Messer, … Clown, … Maske“. In der Los Angeles Times finden sich schließlich vier Fälle, auf die der Modus Operandi passt.
Januar 1993 ein Fall mit einer UCLA-Studentin, Juli 1993 mit einer Kellnerin. Im Dezember 1993 in Santa Barbara, abermals eine Studentin und der vierte Fall in San Luis Obispo. Alle Vergewaltigungen haben gemeinsam, dass die Opfer in einer Erdgeschosswohnung lebten und dass sie mit unerhörter Brutalität ausgeführt wurden. Die Taten wurden mit einem Messer mit gezackter Klinge ausgeführt und zogen schwere Verletzungen der Frauen im Vaginal- und Uterusbereich nach sich.
Außerdem war Bantling geschäftlich in Brasilien, Venezuela, Argentinien, Mexiko, Philippinen, Indien und Malaysia, wo er möglicherweise mit weiteren Morden in Verbindung steht.
Es beginnen Befragungen in William Bantlings Umfeld bei seinem Chef, Mitarbeitern, Nachbarn und seinen zahlreichen Freundinnen. Das Ermittlerteam fragt sich, warum niemand bemerkt hatte, dass er eine grausame Bestie, ein “Wolf unter Lämmern” war. Der Lebenslauf des Engländers, der seine Eltern verlor und 1982 in die USA auswanderte, ist mehr oder weniger unauffällig. Nachbarn sagen aus, dass er nett wirkte, man aber nichts über sagen konnte. Er galt als fleißig und knallhart im Geschäftsleben, hatte keine Freunde. Sein Chef Tommy Tan sagt aus, dass der heterosexuelle und familienlose Bantling sein bester Einkäufer war. Es wird immer deutlicher, dass der alleinstehende Mann unter einer Art gespaltene Persönlichkeit, so wie Dr. Jekyll und Mr. Hyde litt: „Ein Gentleman im Geschäft und ein Arschloch im Bett.”
Bantling soll sich viel in den Nightclubs und Diskotheken von Miami herumgetrieben haben und man hat ihn immer in Begleitung mit wechselnden blonden und attraktiven Mädchen gesehen. Sehr viel passt auf die ursprüngliche Beschreibung der Profilerin, als die “Cupido”-Morde vor einem Jahr begannen: „männlicher Weißer, 22 – 55 Jahre alt, Einzelgänger, durchschnittlich bis gut aussehend, intelligent, beruflich erfolgreich, stressiger Job …”
Seine Ex-Freundinnen beschreiben ihn als arroganten und aggressiven Narzissten mit starker sadistisch-gewalttätiger Neigung und sie hätten die Beziehung aus diesem Gründen so schnell wie möglich beendet. Als Hobby-Taxidermist kennt er sich mit Messern und Skalpellen sehr gut aus.
Townsend beginnt die Zeugenbefragung mit Officer Chavez, welcher am 19. September 2000 Bantlings Wagen, einen schwarzen Jaguar XJ8, auf dem MacArthur Causeway von Miami Beach nach Miami anhielt. Der Fahrer hätte angegeben, zu schnell gefahren zu sein, um sein Flugzeug nicht zu verpassen. Da hätte der Officer Leichengeruch wahrgenommen und die Hundestaffel angefordert. Deren Hunde hätten dann angeschlagen und im Kofferraum lag die Leiche von Ana Prado, so wie Chavez es auch im Festnahmeprotokoll angegeben hatte. Doch die Staatsanwältin findet heraus, dass der junge und unerfahrene Polizeibeamte lügt. In Wahrheit hatte er einen anonymen Tipp bekommen, im Wagen befänden sich 2 Kilogramm Kokain. Außerdem stellt sich heraus, dass es keinen hinreichenden Grund für eine Fahrzeugkontrolle gegeben hatte und dass der Kofferraum ohne die Zustimmung des Fahrers niemals hätte geöffnet werden dürfen. Auch der Marihuanageruch und Bantlings auffälliges Verhalten wären rechtlich gesehen kein Grund für eine unrechtmäßige Fahrzeugkontrolle und schon gar nicht für eine Verhaftung gewesen. Der Tatbestand sei hiermit nicht ausreichend gegeben. Townsend bekommt große Angst, dass ihr der Fall entgleiten könnte und dass sie ihre Karriere aufs Spiel setzt, doch sie hält ihre berufliche Integrität für ein kleines Opfer, gemessen an dem hohen Zweck, dieses “Scheusal” endlich dingfest zu machen. Die Chance, dass der Serienmörder und Serienvergewaltiger wegen Verfahrensfehlern auf freien Fuß gesetzt wird, ist sehr hoch.
Interpol meldet sich und berichtet von Fällen in Rio de Janeiro, Caracas und Buenos Aires, auf die die Beschreibung “männlicher Weißer mit Maske, der gerne quält und schneidet” hundertprozentig passt. Auch auf den Philippinen kam es in den Jahren 1991 bis 1994 zu mehrfachen Vorfällen. Die Fahndungslisten aus den 1980er Jahren hingegen, sind zu alt und zu unbrauchbar, um vor Gericht Verwendung finden zu können. Insgesamt hat es mindestens zehn Opfern in vier Ländern gegeben. Doch die reellen Chancen, dafür gerichtlich belangt zu werden, sind verschwindend klein. Bantling müsste angeklagt werden, über 17 Frauen gefoltert und wahrscheinlich zehn oder mehr ermordet zu haben, wobei man ihm bisher nur den Prado-Fall tatsächlich nachweisen kann. Doch auch die anderen Frauen haben Haloperidol im Blut, welches man in Bantlings Badezimmer gefunden hatte. Die weitere Beweiskette ist jedoch bislang dünn.
Falconetti kann nicht verstehen, warum C.J. von diesem Fall so mitgenommen ist und warum sie ihm nicht erzählt, was sie tatsächlich quält. Es wird festgesetzt, dass der Bantling-Fall am 27. September vor die Grand Jury kommt. Sie als Staatsanwältin des Bundesstaates Florida muss nachvollziehbar darlegen, dass die Beweise und der Verdacht gegen William Rupert Bantling wegen Mord an Ana Prado eindeutig sind.
Es kommt zu Kompetenzrangeleien mit dem arroganten, karriereorientieren und profilierungssüchtigen U.S. Attorney Tom de la Flors und dem FBI, welche diesen Fall wegen höchster Priorität ebenfalls für sich beanspruchen und Einsicht in alle Originaldokumente, sowie Beweise verlangen. Die Cupido-Sonderkommission, die streng genommen nur für Miami-Dade County zuständig ist, soll von ihrem Fall entbunden werden, was jedoch im letzten Moment noch verhindert werden kann.
Während des Arthur Hearings, der offiziellen Anklagevorlesung, begegnen sich Bantling und C.J. Townsend ein weiteres Mal. Dieses Mal ist seine Anwesenheit noch beängstigender für sie. Die Anwältin Lourdes Rubio plädiert auf “unschuldig”, währenddessen die Staatsanwaltschaft die Höchststrafe, im Bundesstaat Florida, die Todesstrafe fordert. Rubio stellt geschickte Fragen und es kommt heraus, dass Bantling vor besagter Fahrzeugkontrolle nicht zum Kreis der Verdächtigen gehört hat. Die Routinekontrolle war ein reiner Zufall gewesen. Ihre Fragen werden zunehmend unangenehmer und bedrohlicher für die Staatsanwaltschaft. So kommt offen zu Tage, dass die Polizei keine Erlaubnis hatte, den Kofferraum zu öffnen und dass die Fahrzeugkontrolle eindeutig unrechtmäßig war. Trotz der plötzlichen Wende kommt es zu einer Szene zwischen dem Angeklagten und seiner hochbezahlten Anwältin Lourdes Rubio, da sie ihn nicht zu Wort kommen lässt. Bantling erkennt Chloe Larson in C.F. Townsend wieder und verzichtet auf die Offenlegung der Beweismittel gegen ihn, was die Staatsanwaltschaft stark irritiert. Der Gerichtstermin für die Verhandlung wird auf Wunsch der Verteidigung auf den 18. Dezember 2000 vorverlegt.
Morgan Webers Leiche (19), das elfte Opfer, wird in einer Fischerhütte in den Everglades von einem betrunkenen Angler gefunden, der sofort die Polizei alarmiert. Auch dieser Mord ist ausgesprochen grausam, niederträchtig und hat zu einem großen Blutverlust bei dem Mädchen geführt, welches mit Angelleine auf groteske Art und Weise im Raum drappiert wurde. Die Angelschnur stammt eindeutig aus Bantlings Schuppen, allerdings wird sie nicht nur in Florida, sondern auch in zahlreichen anderen Bundesstaaten verkauft. Es wird nachgewiesen, dass sich der Angeklagte immer zu den Zeitpunkten, als die Mädchen verschwanden, in Miami befunden hatte und eine DNA-Analyse belegt eindeutig, das das Blut in Bantlings Gartenhäuschen von Ana Prado stammt.
Die Strategie von C.J. Townsend ist, Bantling zunächst des Mordes an Ana Prado zu überführen und ihn dann per Wiliams Rule auf die zehn anderen Fälle übertragen. Bantlings Trophäen sind die Herzen, die er den Mädchen aus dem Brustkorb herausgeschnitten hatte und genau diese müssen sie finden.
Es kommt zu einer Aussprache zwischen Townsend, Bantling und Rubio im Gefängnis. Lourdes ist der festen Überzeugung, dass die Staatsanwältin Townsend in ihrem Urteilsvermögen stark eingeschränkt ist und allein schon aus Befangenheit den Fall abgeben muss. Sie ist über ihre Vergangenheit aufgeklärt, weiß, dass sie Chloe Larson ist und vor zwölf Jahren von ihrem Mandanten in New York vergewaltigt wurde und jetzt natürlich einen privaten Rachefeldzug gegen den “ehrenwerten” Mr. Bantling vom Zaun gebrochen hat. Bantling macht anzügliche Bemerkungen gegenüber Townsend und versetzt die Frau damit in Panik. Doch dann beherrscht sie sich und eröffnet den beiden, dass sie nicht eher ruhen wird, bis Bantling seine gerechte Strafe erfährt. Daraufhin bekommt dieser einen Wutanfall und überwirft sich im Zorn mit seiner Anwältin. Obwohl sie C.J. unter Tränen hinterherläuft, kann sie sie nicht umstimmen. Es dämmert der jungen Verteidigerin allmählich, dass sie ein “Monster” vertreten muss und sie kämpft mit großen Selbstzweifel. Der Klageabweisungsantrag wegen einer unrechtmäßigen Fahrzeugkontrolle steht dennoch weiterhin im Raum. Die Bekanntgabe der Vergewaltigung von Chloe Larson wäre für C.J. Townsend ein Fiasko.
In Bantlings Besitz finden sich die Clownsmaske, unter deren Schutz er Chloe damals vergewaltigt hatte, und Schmuck, den er ihr und anderen Frauen aus dem Apartment als Andenken entwendet hatte. Bei einer Psychotherapiesitzung mit Dr. Chambers erzählt C.J. ihrem Therapeuten, dass sie mit Falconetti intim geworden ist. Der Staatsanwaltschaft wird das Psychogramm des Soziopathen William Bantling zugespielt, demnach er an einer Borderline-Persönlichkeitsstörung mit extrem gewalttätigen und  antisozialen Ausschlägen leidet.
In Florida hat die Tornado-Saison begonnen. An einem feuchtschwülen Tag mit 95 % Luftfeuchtigkeit und einer Reihe von Gewittern stellt Lourdes Rubio ihren Klageabweisungsantrag. Außerdem soll Officer Victor Chavez als Zeuge der Verteidigung aussagen. Zuvor hat ihn die Staatsanwalt seine Version eingetrichtert, doch der junge Mann ist übernervös. Er hat sich nach der Ergreifung “Cupidos” als Held und lokale Berühmtheit in den Nachtclubs von Miami feiern lassen und hatte in der Zeit auch viele Frauenbekanntschaften gemacht. Eine davon war Lourdes Rubio und ihre Freundin, denen er im Alkoholvollrausch die wahre Version der Ereignisse erzählt. Die Verteidigung kann also berechtigte Zweifel äußern, dass es sich tatsächlich um Geschwindigkeitsübertretung handelt. Die Befragung Chavez wird zu einem Fiasko und man deckt seine Lüge auf, was die Position der Anklage gewaltig ins Wanken bringt.
Nach dem Prozesstag trinkt Rubio Chivas Regal, denn sie weiß jetzt mit absoluter Sicherheit, dass ihr Mandant ein kranker, brutaler und sadistischer Vergewaltiger ist. Sie bereut es zutiefst, dass sie sich mit dem attraktiven und smarten Geschäftsfreund zuvor angefreundet hatte und mit ihm ausging, bevor sie den Fall übernahm. In Wahrheit kennt Bantling weder Mitgefühl noch Reue, sondern ist nur ein gemeiner psychotischer Triebtäter. Dies wiegt doppelt schwer, denn Rubio ist in der kubanischen Gemeinde Vorsitzende des Vereins La Lucha (span. der Kampf) und hat sich stets gegen häusliche Gewalt eingesetzt.
13. Dezember 2000. Den Ermittlern wird klar, dass “Cupido” die Fundorte der Leichen nach bestimmten Kriterien auserwählt hat. Der Prozess nimmt eine fatale Wendung und die Anklage droht zur Angeklagten zu werden. “Cupido” hat die absolute Kontrolle. Er hält bewusst Informationen und Beweise zurück, um bei der richtigen Gelegenheit die volle Wirkung zu erzielen. Der Staatsanwältin wird klar, dass der anonyme Anrufer, der bislang immer noch nicht ermittelt werden konnte, wusste, dass Bantling eine Leiche im Kofferraum hatte. Inzwischen hatte sie Sex mit Falconetti, der immer noch seiner verstorbenen Freundin Natalie nachtrauert. Sie erzählt ihn, dass die Initialen C.J. Chloe Joanna bedeuten. Der Fall “Cupido” nimmt C.J. so sehr in Anspruch, dass sie auf eine Beziehung mit den Polizisten noch nicht bereit ist.
18. Dezember 2000. Die Verhandlung beginnt und Bantling bekommt einen schweren Wutanfall. Von den Geschworenen werden fünf Frauen und sieben Männer ausgewählt und vereidigt. Sie sagen unter Eid aus, dass sie unparteiisch und fair urteilen werden.
Lourdes beginnt ihr Plädoyet wie einen Angriff aus dem Hinterhalt und beeinflusst massiv die Geschworenen, dass Bantling nicht das Bild eines Meuchelmörders abgäbe, der Frauen abschlachtet. Die Anklage habe keinerlei Beweise, lediglich schwache Indizien und Spekulationen. Die Anwältin Townsend habe das Ganze als blutrünstigen Hollywood-Film inszeniert, in dem es viel Blut und Action gibt, der aber nicht hält, was er verspricht.
Mr. Bantling sei ein anerkannter Geschäftsmann und Taxidermist. Das Blut stamme von den Tieren, die er als Hobby ausstopfe. Von der angeblichen Blutlache, die man gefunden hatte, seien angeblich nur drei winzige Spritzer gewesen, die man noch nicht einmal eindeutig Ana Prada zuordnen konnte. Es gäbe außerdem keinerlei Fingerabdrücke, Haare, Fasern, Sperma, Sekret, was auf Mr. Bantling zurückführen könnte.
Townsend spürt, wie ihre Anklagestrategie zusammenbricht, denn sie weiß ganz genau, dass sie nur Indizienbeweise hat, die für eine Verurteilung nicht ausreichen.
Verzweifelt sucht sie weiter nach Dingen, die Bantling belasten könnten. Sie durchsucht seinen Terminkalender, in dem sie eine Vielzahl von Frauennamen findet. Die Initialen D.R. tauchen auf und sie sucht fieberhaft nach deren Bedeutung. Schließlich entdeckt sie die Eintragung ihres Psychiaters Dr. Chambers in seinem Terminkalender, was bei ihr beinahe zu Panikattacken führt. Wenn es eine Verbindung zwischen den beiden gibt, dann wird ihr klar, woher der Täter so viele Details aus ihrem Leben kennt. Sie geht zu seiner Praxis und kann auch dort einen Termineintrag mit dem Namen Bantling am 18. September entdecken, an dem Tag, als Ana Prado ermordet wurde.
Vor Gericht schildert ein Gerichtsmediziner, dass der Täter den Brustkorb der Mädchen mit einem Bolzenschneider geöffnet hat, dass sie durch das Durchtrennen der Aorta und bis zum grausamen Ende noch bei vollem Bewusstsein gewesen sein mussten.
Rubio ruft mehrere Zeugen in den Zeugenstand. Einen Besitzer einer Autolackiererei, den Direktor der American Taxidermy Association und einen Professor für forensische Pathologie und die Zweifel an Townsend werden immer größer. Bantling hat die Jury bereits auf seiner Seite und eine Geschworene nickt ihm bereits keck zu. Townsends Kreuzverhöre verpuffen allesamt wirkungslos und Bantlings Freispruch rückt immer näher.
C.J. bekommt in ihrem Büro Besuch von Dr. Chambers. Sie konfrontiert ihn direkt damit, dass Bantling bei ihm in Behandlung war. Dieser beruft sich auf seine ärztliche Schweigepflicht und beteuert, dass er keinerlei Verbindung zu ihr und den “Cupido”-Morden gesehen hatte. Dr. Chambers ist empört und verschwindet, daher bekommt C.J. nicht mit, dass in den Nachrichten das Verschwinden der dunkelhaarigen Studentin Julie LaTrianca (23) in Fort Lauderdale bekannt gegeben wird.
Dominick Falconetti ruft an und berichtet C.J., dass sie die Herzen der Mädchen in einer Kühltrüher eines Trailers von Bantlings verstorbener Tante Viola Traun gefunden hatten. Dazu jede Menge von “Snuff Pictures”, Folterfotos der ermordeten Mädchen. Dies wird die Wende in dem Fall, als das neue Beweismaterial aufgeführt wird. Durch die expliziten Fotos kippt die Stimmung vor Gericht.
William Rupert Bantling wird somit zehn weiterer Morde angeklagt.
Das Schlussplädoyer findet an einem Freitagnachmittag statt. Um 17:19 kommt die Jury unter großem Medienrummel zu einem Urteil. William Rupert Bantling ist schuldig im Sinne der Anklage. Dieser verliert völlig die Nerven und bekommt abermals einen Tobsuchtsanfall. Bantling ruft ins Publikum, dass er C.J. Townsend damals vergewaltigt hatte, findet jedoch keine Beachtung mehr. Die Staatsanwältin bejaht diese Tat, entkräftet jedoch die Anschuldigung, dass Bantling der Täter war, da ihn dies vermutlich von der Todesstrafe retten würde. Die Presse macht daraus eine große Schlagzeile. Auch ihrem Freund Dominick Falconetti verheimlicht sie, dass Bantling damals der Täter war.
Das Medieninteresse am “Cupido”-Fall ebbt langsam ab.
Der Fall Florida gegen William Bantling gerät in das Stadium der Strafmaßverkündung. Bantling gebärdet sich wie ein Verrückter und beleidigt alle Umstehenden, so dass ihm das Wort entzogen und er geknebelt wird. Die Todesstrafe wird verhängt.
C.J. möchte sich bei Dr. Chambers für ihre haltlosen Anschuldigungen entschuldigen. Die beiden trinken als gute alte Freunde in seinem Wohnzimmer eine Flasche Champagner zusammen. Im Laufe der Unterhaltung fühlt sich C.J. zunehmend unbehaglich. Dr. Chambers will Sex mit ihr, C.J. entdeckt ein menschliches Herz in einem alten Sektkübel, gerät in Panik und will aus seinem Haus fliehen. Zwischen ihr und dem Arzt kommt es zum Kampf. Schließlich gelingt es Dr. Chambers ihr eine Injektion zu verpassen, die sie betäubt. Das letzte, was sie hört ist Bach-Musik. Sie erwacht auf einem Stahltisch und einer Kamera mit Stativ.
Der Mörder erzählt ihr seine Geschichte, dass er auf Blondinen steht, den Geheimnissen, die ihm seine Patientinnen anvertraut hatten, wie sehr er das Experiment zwischen Vergewaltiger und Opfer genossen hatte und andere abscheuliche Details.
Inzwischen sucht Dominick nach seiner Freundin.
C.J. wird klar, dass Dr. Chambers die ganze Zeit mit ihr und Bantling gespielt hatte. Mittlerweile ist Falconetti in der Praxis von Dr. Chambers angekommen. Seine Sprechstundenhilfe Estelle bittet ihn, im Wartezimmer zu warten. Chambers empfängt ihn und sagt, dass C.J. ihre Sitzungen eingestellt hat. Dominick glaubt ihm und verlässt die Praxis. Der Psychiater Dr. med. Dipl.-Psych. Gregory Chambers will gerade Folterung und Tötung C.J. zelebrieren, als er feststellt, dass das Haldol bei ihr nicht richtig wirkt. Es gelingt ihr, mit dem Skalpell in seine Halsschlagader zu stechen. Chambers erstickt nach einem weiteren Kampf an seinem eigenen Blut.
Im November 2001 wird Bantlings Berufungsprozess abgelehnt und man geht davon aus, dass die Todesstrafe etwa in acht bis zehn Jahren vollstreckt wird.

## Sprachstil
„Der Wind hatte aufgefrischt, und die dichten immergrünen Büsche, die seinen regungslosen Körper verbargen, raschelten und schwankten. Ein Blitz zerriss den Himmel im Westen: weiße und violette Zickzackstreifen flammten hinter der glitzernden Skyline von Manhattan auf. Jetzt würde es auch noch anfangen zu schütten, und zwar bald. Er kauerte sich ins Unterholz und knirschte mit den Zähnen, während sein Nacken sich beim Grollen des Donners versteifte. Das hat gerade noch gefehlt. Ein Wolkenbruch, während er hier draußen hockte und wartete, dass die Schlampe endlich heimkam.“

## Figuren
- Chloe Larson alias C.J. Townsend: Protagonistin der Geschichte. Das Leben der jungen, erfolgreichen und attraktiven Jurastudentin ändert sich durch eine Vergewaltigung radikal. Mehr als ein Jahrzehnt später begegnet C.J Townsend, wie sich die erfolgreiche Staatsanwältin jetzt nennt, ihrem Peiniger wieder, der mittlerweile ein Serienmörder geworden ist.
- Dominick Falconetti: Florida Department of Law Enforcement (FDLE), Miami State Police. Falconetti, welcher das Ermittlerteam gegen “Cupido” leitet, hat eine Liebschaft mit Townsend.
- William Bantling alias “Cupido” (* 6. August 1959. Cambridge/Großbritannien): der attraktive und erfolgreiche Einkäufer der Möbelkette Tommy’s Tan ist ein Psychopath. 1989 machte er seinen Abschluss als Innenarchitekt, wurde später Möbeldesigner und Sales Manager bei Indo Expressions. Bantling lebte fünf Jahre in Kalifornien und zog 1999 nach Miami/Florida. Hinter der Fassade verbirgt sich ein brutaler Frauenmörder, der bereits zehn Opfer auf dem Gewissen hat.
- Lourdes Rubio: Bantlings Strafverteidigerin. Die junge Frau aus Hialeah ist kubanischer Abstammung, hübsch und konservativ. Sie hat sich in der Männerdomäne Strafverteidigung mühsam im Laufe der Jahre durchgeboxt und muss am Ende erkennen, dass ihr Job kein Berufsethos hat, sondern nur ein Geschäft gegen das Gewissen ist.
- Dr. Gregory Chambers: der eigentliche “Cupido”-Mörder, dessen Identität erst zum Schluss preisgegeben wird

## Rezensionen
“Cupido” wird als spannender Justizthriller angesehen, der mit den Ängsten von Frauen spielt, die Opfer einer Vergewaltigung geworden sind. Pressestimmen schildern “Cupido” als “beklemmend” oder “nervenzerfetzende Literatur für den hartgesottenen Leser” und setzen Jilliane Hoffman auf eine Stufe mit Stephen King oder Thomas Harris. Dabei verzichtet die Autorin bis auf gerichtsmedizinische Details auf extrem blutrünstige Schilderungen der Morde. Die Hauptperson Chloe Larson, beziehungsweise C.J. Townsend, deren Motto „nur kleine Opfer für einen höheren Zweck“ lautet, steht in einem schweren inneren Konflikt zwischen “juristisch korrektem Verhalten und Rache an dem Täter”. Die zentrale Frage des Buches ist: “Darf eine Vertreterin der Justiz Gesetze und Vorschriften brechen, um eine persönliche Rache zu vollziehen?” Es geht also im Wesentlichen um Privatjustiz versus institutioneller Justiz.

## Sonstiges
- Der im September 2005 auf Deutsch erschienene Nachfolge-Roman Morpheus knüpft direkt an die Geschehnisse an.
- Die Autorin Jilliane Hoffman war, wie die Protagonistin des Romans, selbst Staatsanwältin in Florida. Sie kennt daher juristische Feinheiten und Vorgehensweisen aus eigener Erfahrung und kann diese realistisch beschreiben.
- Der im Jahr 2012 auf Deutsch erschienene Nachfolge-Roman 'Argus' (Band 3 der Cupido-Trilogie) knüpft direkt an die Geschehnisse von Band 1 und 2 an.
- Die Filmrechte gingen an Warner Brothers Pictures und John Wells Productions. Diese arbeiten derzeit an der Verfilmung von Cupido. Details hierzu sind allerdings noch nicht veröffentlicht worden.[7]

## Ausgaben
- Retribution. Berkeley Books, New York 2004, ISBN 0-425-20061-2.
- Cupido. Roman („Retribution“). Deutsch von Sophie Zeitz. Weltbild Verlag, Augsburg 2004, ISBN 3-8289-8640-4.
- Cupido. Hörbuch. Gekürzte Lesung. Verlag Hörbuch Hamburg, Hamburg 2006, ISBN 3-89903-725-1 (5 CDs, gelesen von Iris Böhm).